# Бернард Паркер
Бернард Мелвин Паркер (енгл. Bernard Melvin Parker; рођен 16. марта 1986. у Боксбургу) је јужноафрички фудбалер који игра као везни играч и нападач за Кајзер чифс.
Почетком 2008. године, био је на проби у пољском клубу Легија Варшава заједно са сународницима Мариом Бујсеном и Џејмсом Мадидиланијем али није потписао уговор.
Почетком 2009. године прелази у Црвену звезду. 